# ¡Vivan las cadenas!
¡Vivan las cadenas! es un supuesto grito dado por algunos españoles en 1823 al ser restablecido el absolutismo de Fernando VII con el auxilio de Luis XVIII de Francia y del Ejército del Duque de Angulema. Ese año se puso fin al Trienio Liberal iniciado con el pronunciamiento de Riego de 1820. 
En aquel entonces en España solo eran liberales los más ilustrados de la clase media y parte del Ejército, mientras que entre el pueblo llano la opinión antiliberal era muy pujante. En esta ocasión, los soldados franceses, tan odiados en tiempo de Napoleón Bonaparte, eran recibidos en palmas por los españoles.
El sarcástico grito reaccionario de «¡Vivan las cadenas!» se habría dado por primera vez en Sevilla. El movimiento contrarrevolucionario de esta ciudad había hallado imitadores en casi todos los pueblos de la provincia en junio de 1823. El vulgo, ebrio de alegría, cometió excesos y tropelías persiguiendo a los liberales, saqueando en algunos puntos las casas.
Según Ramón de Mesonero Romanos, desbordadas las pasiones, el odio y los rencores con el pronunciamiento de Riego, y soliviantados los ánimos por la acción de las sociedades públicas y secretas y de la prensa periódica, los revolucionarios de Madrid habían emprendido un ataque duro y grosero contra el rey, a quien ultrajaban públicamente. En contraste, tras restablecerse su poder absoluto en 1823, en Madrid se llegó a escenificar un recibimiento popular en el que se desengancharon los caballos de su carroza, que fueron sustituidos por personas del pueblo que tiraron de ella. Según la revista masónica La Piedra Tosca, habrían sido oportunistas masones bullangueros, liderados por José Manuel del Regato y otros, quienes llevaron a cabo esta actuación:

En 1822 existían en España escasamente unos cien masones regulares; en cambio de los bullangueros fabricados por Regato y Compañía se contaban hasta 120.000. Estos insultaban a cualquier hora de día y de noche; estaban dispuestos a escandalizar en los conventos, iglesias y otros puntos cantando el trágala, etc., etc., y una tarde, al pasar Fernando VII a la Salve que de antiguo se viene cantando en Atocha, desde el café de la Carrera de San Jerónimo (la Fontana de Oro) le arrojaron tronchos de berza. El Rey se hizo el desentendido. Llegó el 1823, y Fernando VII recobró su poder absoluto; aquellos de la bullanga ingresaron en la policía, la Santa Hermandad, y fueron los delatores de los verdaderos masones. Regato preparó con sus masones una ovación al Rey, y al pasar por la Puerta del Sol salieron gritando «¡que vivan las caenas y muera la Nación!» y cortando los tirantes al coche tiraron ellos a guisa de caballerías , y así lo llevaron en triunfo al Santuario de Atocha. Cuando el Rey Fernando llegó a Palacio, uno de los cortesanos le preguntó: «¿Qué le ha parecido a vuestra Majestad la ovación?» Y él, con su característica socarronería, le dijo: «Los de esta tarde son aquellos del troncho; es decir, los mismos perros con distintos collares».

En una obra publicada en 1824 por los liberales españoles exiliados en Londres, se recoge el grito en forma de seguidilla, si bien no se indica la procedencia de la misma:

Vivan las cadenas,

Viva la opresión:

Viva el Rey Fernando,

Muera la Nacion.

En otras ocasiones se combinaba el grito con otros de contenido parecido: Muera la libertad y vivan las cadenas, Viva el rey absoluto y vivan las cadenas, o Vivan las cadenas y mueran los negros y Vivan las cadenas y muera la nación. Negros era el nombre con el que los absolutistas se referían a los liberales españoles; y nación era una palabra a la que los liberales pretendían dar contenido político (soberanía nacional, milicia nacional, bienes nacionales).
Desde entonces, el grito vino siendo usado no tanto por los absolutistas como por sus enemigos políticos con fines peyorativos, del mismo modo que usaban para referirse a ellos el epíteto de «serviles». Muy a menudo, la forma de referirse al lema para marcar esa intención era exagerar una pronunciación vulgar: «¡Vivan las caenas!» (sic).
Ese mismo grito dio título a una zarzuela satírica de costumbres políticas en tres actos, dividida en ocho cuadros, de José Rogel y Enrique Pérez Escrich (1879).
Cristóbal Zaragoza escribió una novela titulada ¡Vivan las cadenas! (Bruguera, 1977).